# La'ilay Adiyabo (woreda)
La'ilay Adiyabo est un des 36 woredas de la région du Tigré.